# 大手町駅 (愛媛県)
大手町駅（おおてまちえき）は、愛媛県松山市大手町二丁目に位置する伊予鉄道高浜線の駅である。駅番号はIY09。
路面電車である大手町線の大手町駅前停留場（おおてまちえきまえていりゅうじょう・駅番号04）と接続する郊外線と松山市内線の乗り換え駅のひとつであり、松山市内線の1、2、5号線が使用する。

## 歴史
- 1927年（昭和2年）4月3日 - 高浜線の駅が江戸町駅として開業[2]。
- 1936年（昭和11年）5月1日 - 大手町線の駅が江戸町駅として開業[2]。
- 1953年（昭和28年）7月1日 - 高浜線の駅を大手町駅に、大手町線の駅を大手町駅前に改称[2]。
- 1967年（昭和42年）以前 - 大手町駅前停留所に安全地帯が設置[2]。

## 駅構造
高浜線の駅は、相対式ホーム2面2線を持つ有人駅である。両ホームは地下通路で繋がっているが、通路内にエレベーターなどは設置されていない。高浜線内でバリアフリー対応がなされていない駅は、当駅と西衣山駅のみとなっている。
ホームは18メートル級車両3両編成対応の有効長しか持っていないため、平日朝2本のみの4両編成の列車は松山市方1両を締切扱いにして対応している。なお、踏切が下りる時間をなるべく短くするため、多くは当駅で列車をすれ違わせるダイヤとなっている。
当駅は、軌道と鉄道が平面交差（ダイヤモンドクロス）することでも知られる。かつて路面電車が普及していた時代には全国各地で見られたが、現在、鉄軌道による平面交差は全国でも当駅と隣の古町駅のみとなった。

### のりば
| ホーム                  | 路線        | 行先                                 |
| ----------------------- | ----------- | ------------------------------------ |
| 郊外電車 プラットホーム |             |                                      |
| 1                       | ■高浜線     | 松山市方面                           |
| 2                       | ■高浜線     | 衣山・三津・高浜・（松山観光港）方面 |
| 市内電車 電停           |             |                                      |
| 1                       | ■1号線 環状 | JR松山駅前・木屋町方面               |
| 1                       | ■5号線      | JR松山駅前行き                       |
| 2                       | ■2号線 環状 | 松山市駅行き                         |
| 2                       | ■5号線      | 道後温泉行き                         |

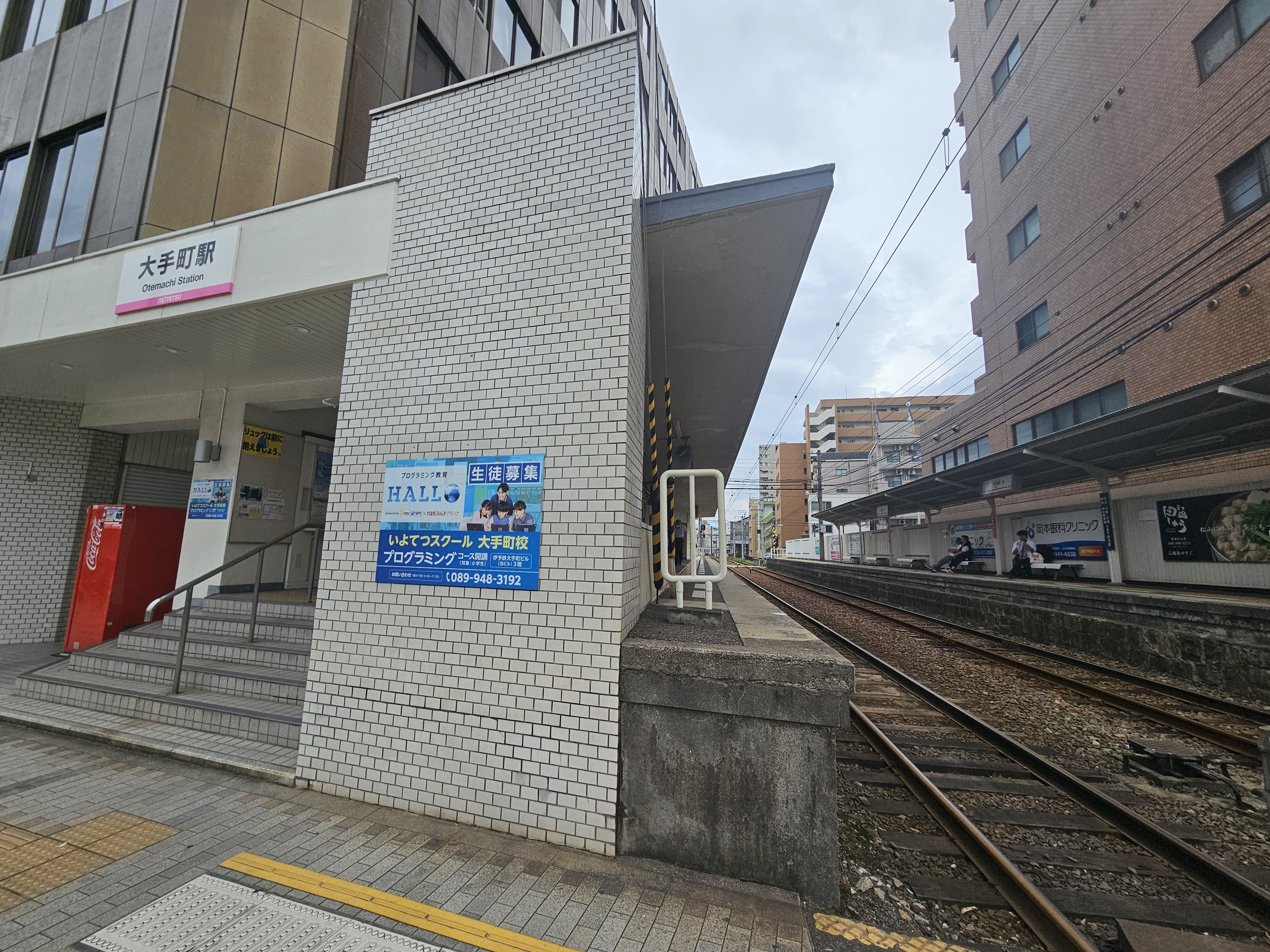
高浜線入口・ホーム（2025年6月）
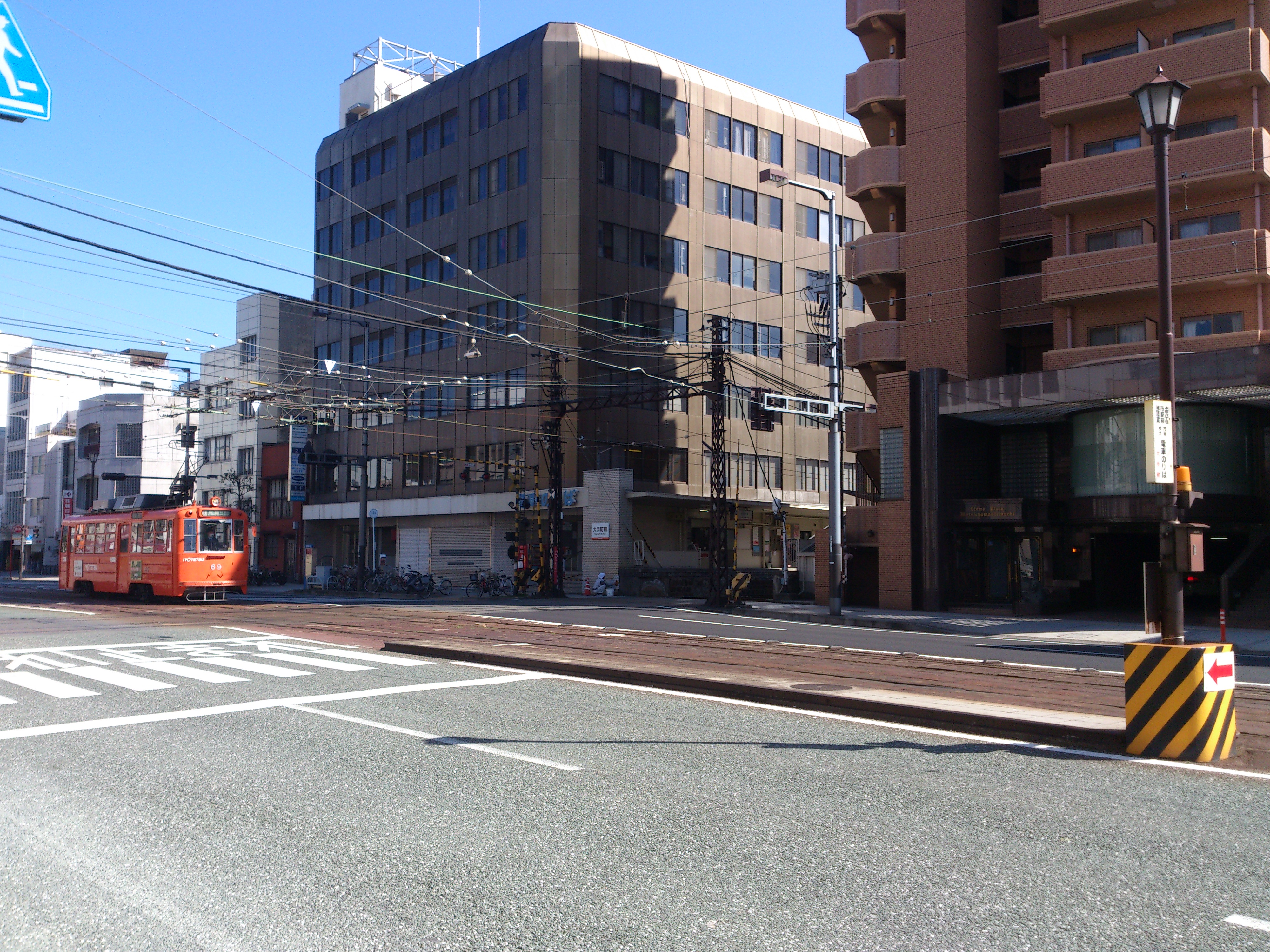
市内線のりば（2016年3月）
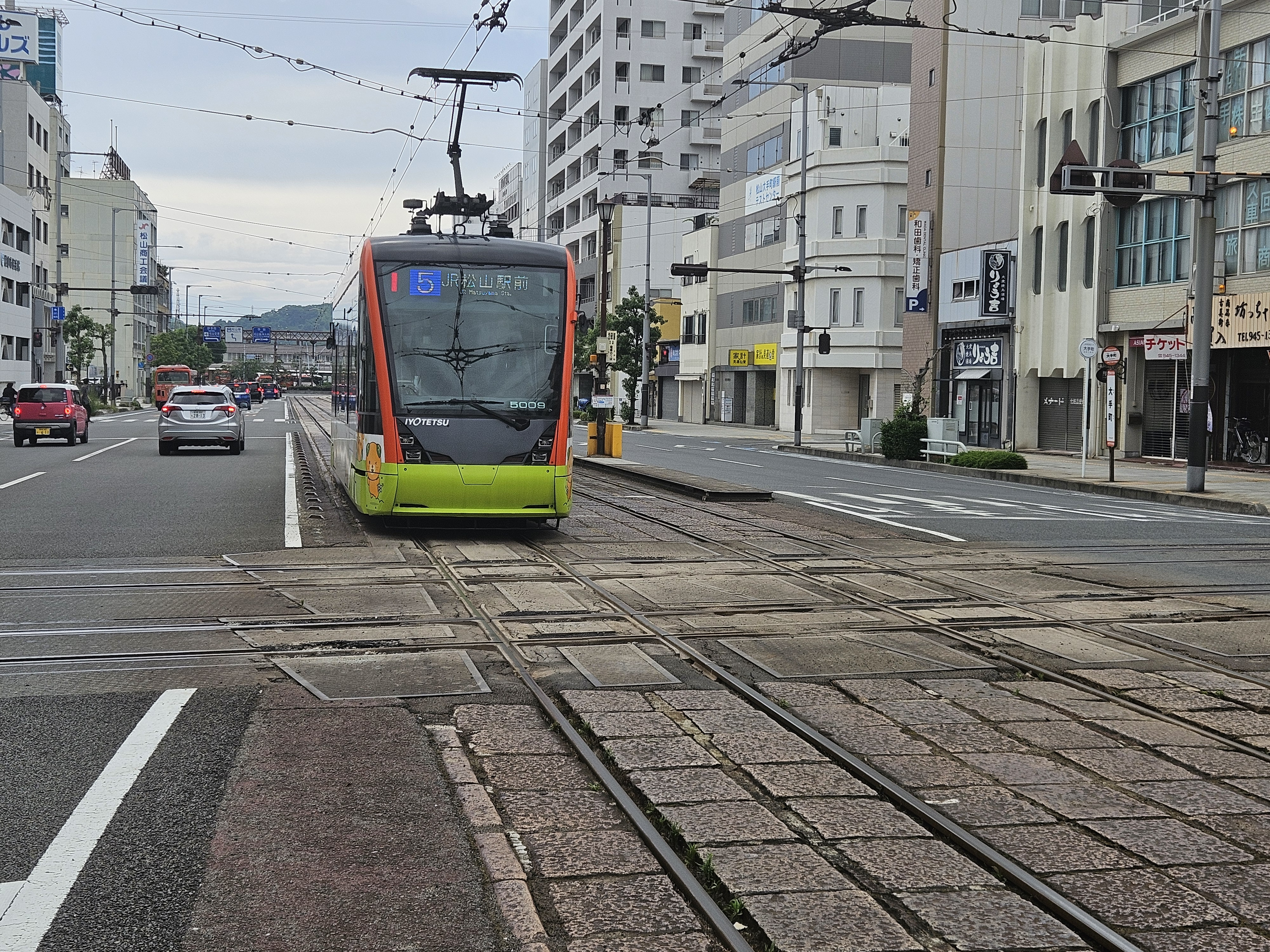
市内線のりばからダイヤモンドクロスを望む（2025年6月）

## 利用状況
2014年（平成26年）の高浜線発着人員は2626人/日、大手町線発着人数は553人/日であり、全体では3179人/日となる。

## 利用可能な鉄道路線
- 伊予鉄道
  - 高浜線（郊外電車）
  - 大手町線（市内電車）

## 駅周辺
松山市中心部の外れに位置しており、オフィスビルやマンションなどが立ち並ぶ。伊予鉄道郊外線の駅の中ではJR予讃線の松山駅に最も近い駅（西へ約250メートル）である。
- 愛媛新聞社
- 四国ガス松山本社
- PiPOT松山 - 四国ガスのショールーム
- 松山市民病院
- ホテルニューカジワラ
- 社会民主党愛媛県連合

## バス路線
駅前の大手町バス停からは伊予鉄バスとJR四国バスの路線が発着している。
また、ホテルニューカジワラ西隣に位置する松山駅東バス停についても記述する。
| バス停名 | 路線番号               | 路線名                 | 経路 | 運行事業者           |
| 大手町   | ⑧                      | ⑧番線                  | JR松山駅前 - 大手町 - 松山市駅 - 大街道口 - 新立 - 桑原農協前 - 東野 - 石手寺 - 道後温泉駅前 | 伊予鉄バス           |
| 大手町   | （52）                 | 松山空港線             | 松山空港 - 松山斎院営業所口 - JR松山駅前 - 大手町 - 松山市駅 - 市役所前 - 県庁前 - 一番町/大街道 - ロープウェイ前/喜与町 - 日赤前 - 上一万駅前 - 道後温泉駅前 - 石手寺 - 岩堰 - 湯之元 - 奥道後 - 湧ヶ淵    | 伊予鉄バス           |
| 大手町   | （52）                 | 松山空港線             | 松山空港 - 松山斎院営業所口 - JR松山駅前 - 大手町 - 松山市駅 - 市役所前 - 県庁前 - 一番町/大街道 - ロープウェイ前/喜与町 - 日赤前 - 上一万駅前 - 道後温泉駅前 - 石手寺 - 岩堰 - 湯之元 - 湯の山ニュータウン | 伊予鉄バス           |
| 大手町   | （53）                 | 松山空港線             | 松山空港 - 松山斎院営業所口 - JR松山駅前 - 大手町 - 松山市駅 | 伊予鉄バス           |
| 大手町   | （62）                 | 勝岡線                 | 松山市駅 - 市役所前 - 大手町 - JR松山駅前 - 衣山駅前 - 松山西中等教育学校前 - 安城寺 - 和気駅前 - 勝岡 - 勝岡東 - 運転免許センター                                                                          | 伊予鉄バス           |
| 大手町   | （62）                 | 勝岡線                 | 松山市駅 - 市役所前 - 大手町 - JR松山駅前 - 衣山駅前 - 松山西中等教育学校前 - 安城寺 - 和気駅前 - 勝岡 - 勝岡東                                                                                             | 伊予鉄バス           |
| 大手町   | 久万高原線             | 久万高原線             | 松山駅 - 大手町 - 市役所前 - 県庁前 - 大街道 - 伊予鉄立花駅前 - 椿宮 - 森松本町 - 砥部 - 久万高原 | ジェイアール四国バス |
| 大手町   | なんごくエクスプレス号 | なんごくエクスプレス号 | （高知駅バスターミナル - はりまや橋 - 高知中央インター） - 三島川之江インター - （川内インター - 松山インター口 - 天山橋 - 大街道 - 松山市駅 - 大手町 - JR松山駅 - JR四国バス松山支店）                     | ジェイアール四国バス |
| 松山駅東 | 愛媛シャトルバス       | 愛媛シャトルバス       | （松山駅東 - 三島川之江インター - コトバスステーション鳴門インター） - （近鉄四日市駅・名古屋南ささしまライブ方面）／（横浜駅YCAT・バスタ新宿・丸ノ内鍛冶橋駐車場・東京ディズニーランド方面）               | 琴平バス             |

※経路の（停留所 - 停留所）でくくった中の相互の乗降はできない。

## 隣の駅
伊予鉄道
■高浜線
古町駅 (IY08) - 大手町駅 (IY09) - 松山市駅 (IY10)
環状線（■1号線・■2号線）・■5号線
西堀端停留場 (03) - 大手町駅前停留場 (04) - JR松山駅前停留場 (05)